# MSNBC
MSNBC è un canale televisivo statunitense via cavo, che trasmette notizie 24 ore su 24 ed è disponibile sia negli Stati Uniti, sia in Canada. Il nome è una combinazione di "Microsoft" e "NBCUniversal".

## Storia
L'emittente è stata fondata nel 1996 dalla Microsoft e dalla NBCUniversal della General Electric. La Microsoft investì 220 milioni di dollari per la partecipazione iniziale al 50% nel canale, mentre la NBC fornì gli spazi e le infrastrutture del canale America's Talking, lanciato il 4 luglio del 1994.
Gli studi furono per i primi mesi a Fort Lee nel New Jersey e nel novembre del 1996 la sede fu spostata a Secaucus, sempre nel New Jersey, mentre nel 2007 i soli studi di registrazione si trasferirono nel quartier generale della NBC, nella Rockefeller Plaza a Manhattan.
Il 23 dicembre del 2005 la NBCUniversal ha acquistato la maggioranza nella società e Microsoft è rimasta con una quota del 18%. La Microsoft e la NBC condividono a metà anche la proprietà del sito di notizie msnbc.com, legato alla rete. Il logo del canale è quello della NBC (pavone arcobaleno), condiviso dal canale gemello CNBC.

## Collaborazioni internazionali
MSNBC collabora con Class Editori nel canale ClassTV.